# Хаус, Йоанна
Йоа́нна Ха́ус (англ. Yoanna House; 9 апреля 1980, Джэксонвилл, Флорида, США) — американская фотомодель.

## Биография
Йоанна Хаус родилась 9 апреля 1980 года в Джэксонвилле (штат Флорида, США) в семье врача-канадца и его жены-мексиканки.
В 1998 году Йоанна окончила «Bishop Kenny High School», а позже также «University of North Florida».

## Карьера
Похудев  на 60 фунтов, Йоанна отправилась на кастинг 2 сезона реалити-шоу «Топ-модель по-американски», она прошла кастинг в итоге стала победительницей шоу, обойдя 11 соперниц. После шоу Хаус работала с модельными агентствами «IMG Models» и 
«1st Opinion Model Management, Wilhelmina Models».

## Личная жизнь
Йоанна замужем. У супругов есть сын — Аластер (род. в августе 2008).